# قسطر شرياني

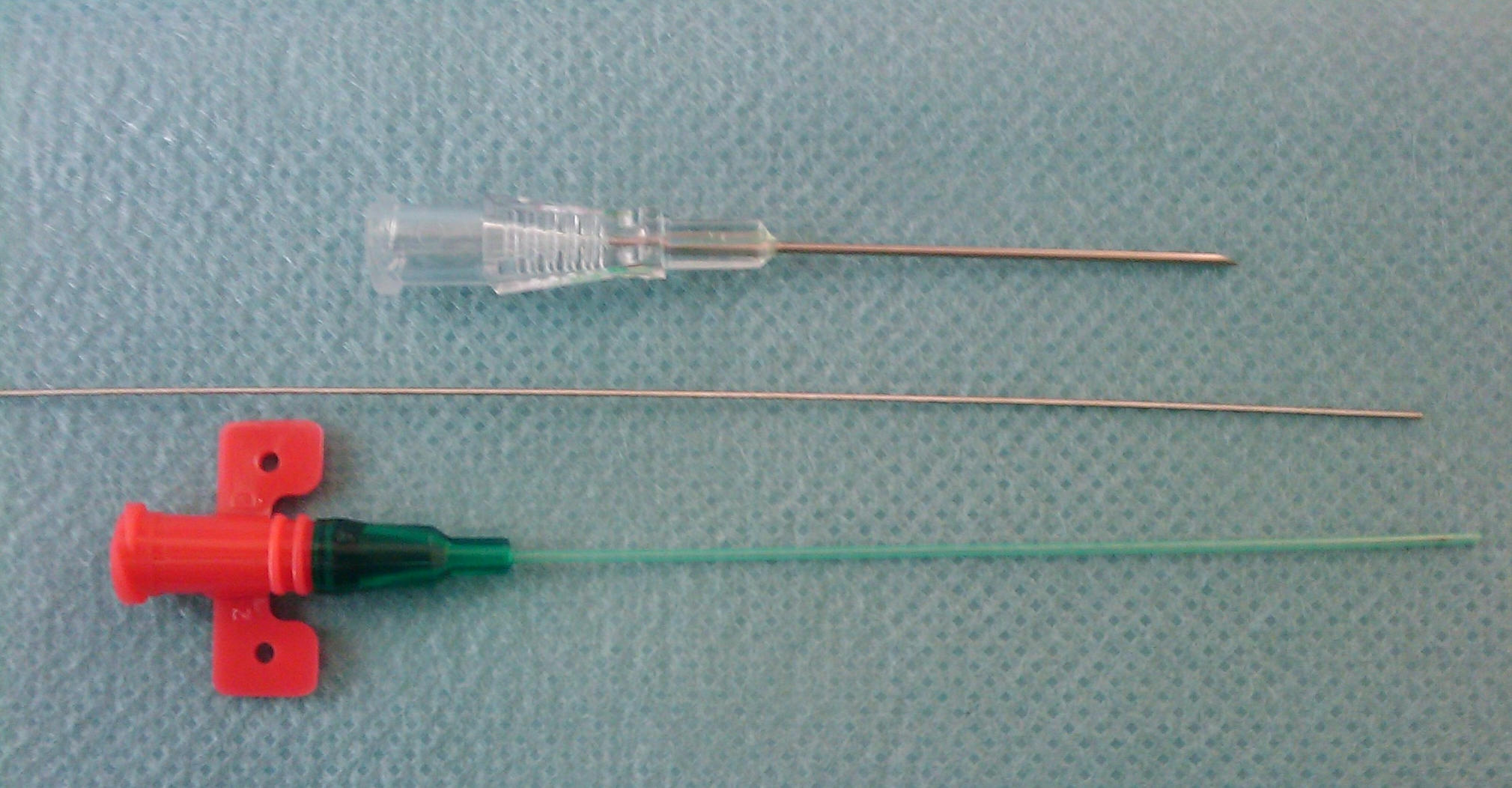
قثطار شرياني (تقنية سيلدينغر)

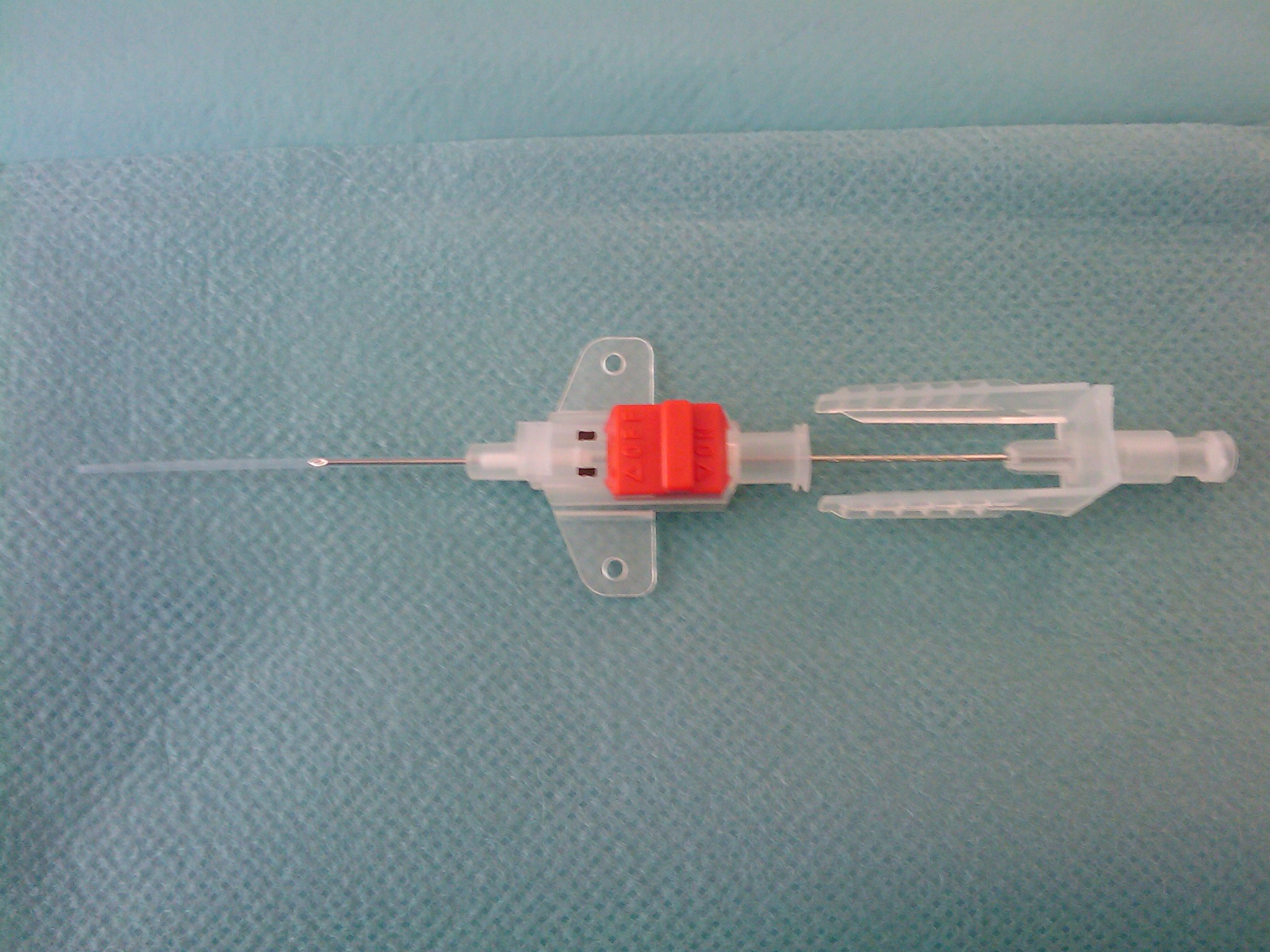
قثطار شرياني (Punktion technique)

قسطر شرياني هو قسطر رقيق يتم إدخاله في الشريان. يُستخدم في الطب الحرج والتخدير وذلك لقياس ضغط الدم في وقت حقيقي (بدل من القياس في أوقات مُتقطعة)، وللحصول على عينات لقياس غازات الدم الشرياني. ولا يُستخدم في العادة لإضافة الأدوية. قد يؤدي الحقن بأدوية المُستخدمة في الطب الحرج والتخدير، مثل بنتوثال الصوديوم، إلى تلف خطير للأنسجة أو البتر. في حال أستعمال دواء وحقنه عن طريق الشريان يجب وضع علامة على القثطار الشريان لكي لا يتم الحقن بأدوية عبر الوريد.
في العادة، يتم إدخال القثطار عبر الشريان الكعبري عند المعصم، ويمكن إدخاله أيضًا عبر الشريان العضدي عند المرفق، الشريان الفخذي، الشريان الظهري للقدم أو عبر الشريان الزندي عند المعصم.
يُصاحب إدخال القثطار ألم في أغلب الأحيان، ويتم التغلب عليه بواسطة مُخدر مثل ليدوكائين وتجنب التشنج الوعائي.